# Liste der Naturschutzgebiete in Köln
Die Liste der Naturschutzgebiete in Köln enthält die Naturschutzgebiete der kreisfreien Stadt Köln in Nordrhein-Westfalen.

## Liste
| Schlüsselnr. | Gebietsname                                          | Fläche in ha | Bild                                   |
| ------------ | ---------------------------------------------------- | ------------ | -------------------------------------- |
| K-001        | Wahner Heide (K)                                     | 769,0245     | weitere Bilder                         |
| K-002        | Naturschutzgebiet Thielenbruch und Thurner Wald      | 59,4075      | im Thielenbruch                        |
| K-002E1      | Thielenbruch und Thurner Wald (Erweiterung)          | 0,2860       |                                        |
| K-003        | Am Godorfer Hafen                                    | 23,2364      | NSG Am Godorfer Hafen                  |
| K-004        | Kiesgruben Meschenich                                | 26,5189      | NSG Kiesgruben Meschenich              |
| K-005        | Am Vogelacker                                        | 6,2672       | NSG Am Vogelacker                      |
| K-006        | Kiesgrube Wahn                                       | 5,4344       |                                        |
| K-007        | Rheinaue Langel-Merkenich                            | 247,6329     | weitere Bilder                         |
| K-008        | An der Ziegelei                                      | 20,1050      | NSG An der Ziegelei                    |
| K-009        | Worringer Bruch                                      | 166,3569     | weitere Bilder                         |
| K-010        | Rheinaue Worringen-Langel                            | 205,0012     | weitere Bilder                         |
| K-011        | Dellbrücker Heide                                    | 39,07        | weitere Bilder                         |
| K-012        | Flittarder Rheinaue                                  | 179,0512     | weitere Bilder                         |
| K-013        | Am Grünen Kuhweg                                     | 26,6186      | weitere Bilder                         |
| K-014        | Am Hornpottweg                                       | 41,0138      | weitere Bilder                         |
| K-015        | Am Ginsterpfad                                       | 22,3785      | weitere Bilder                         |
| K-016        | Kiesgruben Paulsmaar                                 | 24,6944      | NSG Kiesgruben Paulsmaar bei Köln      |
| K-017        | Naturschutzgebiet Oberer Mutzbach                    | 5,4715       | Gelände am Oberen Mutzbach             |
| K-018        | Langeler Auwald, rechtsrheinisch                     | 22,4355      |                                        |
| K-019        | Kiesgrubensee Gremberghoven                          | 37,6669      | NSG Kiesgrubensee Gremberghoven (Köln) |
| K-020        | Naturschutzgebiet Königsforst (Köln)                 | 989,1172     | NSG Königsforst (Köln)                 |
| K-021        | Chorbusch                                            | 427,6793     |                                        |
| K-022        | Baadenberger Senke, Stöckheimer See und Große Laache | 73,5693      | weitere Bilder                         |